# Гибене
Ги́бене (болг. Гъбене) — село в Габровській області Болгарії. Входить до складу общини Габрово.

## Населення
За даними перепису населення 2011 року у селі проживали 265 осіб, з них 256 осіб (98,1%) — болгари.
Розподіл населення за віком у 2011 році:
Динаміка населення: